# Jeakson Singh
Jeakson Singh Thounaojam (Manipur, 21 giugno 2001) è un calciatore indiano, centrocampista dell'East Bengal.

## Carriera

### Club
Ha giocato nella prima divisione indiana.

### Nazionale
Dopo varie presenze nelle nazionali giovanili indiane, nel 2021 ha esordito in nazionale maggiore.

## Statistiche

### Presenze e reti nei club
| Stagione               | Squadra                | Campionato             | Campionato | Campionato | Coppe nazionali | Coppe nazionali | Coppe nazionali | Coppe continentali | Coppe continentali | Coppe continentali | Altre coppe | Altre coppe | Altre coppe | Totale | Totale |
| Stagione               | Squadra                | Comp                   | Pres       | Reti       | Comp            | Pres            | Reti            | Comp               | Pres               | Reti               | Comp        | Pres        | Reti        | Pres   | Reti   |
| ---------------------- | ---------------------- | ---------------------- | ---------- | ---------- | --------------- | --------------- | --------------- | ------------------ | ------------------ | ------------------ | ----------- | ----------- | ----------- | ------ | ------ |
| 2017-2018              | Indian Arrows          | IL                     | 8          | 0          | -               | -               | -               | -                  | -                  | -                  | -           | -           | -           | 8      | 0      |
| 2018-2019              | Kerala Blasters B      | IL2                    | 5          | 0          | -               | -               | -               | -                  | -                  | -                  | -           | -           | -           | 5      | 0      |
| 2018-2019              | Indian Arrows          | IL                     | 1          | 0          | -               | -               | -               | -                  | -                  | -                  | -           | -           | -           | 1      | 0      |
| Totale Indian Arrows   | Totale Indian Arrows   | Totale Indian Arrows   | 9          | 0          |                 | -               | -               |                    | -                  | -                  |             | -           | -           | 9      | 0      |
| 2019-2020              | Kerala Blasters        | ISL                    | 13         | 0          | SC              | -               | -               | -                  | -                  | -                  | -           | -           | -           | 13     | 0      |
| 2020-2021              | Kerala Blasters        | ISL                    | 16         | 1          | -               | -               | -               | -                  | -                  | -                  | -           | -           | -           | 16     | 1      |
| 2021-2022              | Kerala Blasters        | ISL                    | 13+3       | 1          | -               | -               | -               | -                  | -                  | -                  | DC          | 3           | 0           | 19     | 1      |
| 2022-2023              | Kerala Blasters        | ISL                    | 19+1       | 0          | SC              | 3               | 0               | -                  | -                  | -                  | DC          | -           | -           | 23     | 0      |
| 2023-2024              | Kerala Blasters        | ISL                    | 10         | 0          | SC              | 0               | 0               | -                  | -                  | -                  | DC          | 2           | 0           | 12     | 0      |
| Totale Kerala Blasters | Totale Kerala Blasters | Totale Kerala Blasters | 75         | 2          |                 | 3               | 0               |                    | -                  | -                  |             | 5           | 0           | 83     | 2      |
| 2024-2025              | East Bengal            | ISL                    | 17         | 2          | SC              | 1               | 0               | AFC2+ACL           | 1+5                | 0                  | DC          | 2           | 0           | 26     | 2      |
| 2025-2026              | East Bengal            | ISL                    | 0          | 0          | SC              | 0               | 0               | -                  | -                  | -                  | DC          | 3           | 0           | 3      | 0      |
| Totale East Bengal     | Totale East Bengal     | Totale East Bengal     | 17         | 2          |                 | 1               | 0               |                    | 6                  | 0                  |             | 5           | 0           | 29     | 2      |
| Totale carriera        | Totale carriera        | Totale carriera        | 106        | 4          |                 | 4               | 0               |                    | 6                  | 0                  |             | 10          | 0           | 126    | 4      |

### Cronologia presenze e reti in nazionale
| Cronologia completa delle presenze e delle reti in nazionale ― India | Cronologia completa delle presenze e delle reti in nazionale ― India | Cronologia completa delle presenze e delle reti in nazionale ― India | Cronologia completa delle presenze e delle reti in nazionale ― India | Cronologia completa delle presenze e delle reti in nazionale ― India | Cronologia completa delle presenze e delle reti in nazionale ― India | Cronologia completa delle presenze e delle reti in nazionale ― India | Cronologia completa delle presenze e delle reti in nazionale ― India |
| Data                                                                 | Città                                                                | In casa                                                              | Risultato                                                            | Ospiti                                                               | Competizione                                                         | Reti                                                                 | Note                                                                 |
| -------------------------------------------------------------------- | -------------------------------------------------------------------- | -------------------------------------------------------------------- | -------------------------------------------------------------------- | -------------------------------------------------------------------- | -------------------------------------------------------------------- | -------------------------------------------------------------------- | -------------------------------------------------------------------- |
| 25-3-2021                                                            | Dubai                                                                | Oman                                                                 | 1 – 1                                                                | India                                                                | Amichevole                                                           | -                                                                    | 46’                                                                  |
| 16-10-2021                                                           | Malé                                                                 | India                                                                | 3 – 0                                                                | Nepal                                                                | SAFF Championship 2021 - Finale                                      | -                                                                    | 86’                                                                  |
| 11-6-2022                                                            | Calcutta                                                             | Afghanistan                                                          | 1 – 2                                                                | India                                                                | Qual. Coppa d'Asia 2023                                              | -                                                                    | 68’                                                                  |
| 14-6-2022                                                            | Calcutta                                                             | India                                                                | 4 – 0                                                                | Hong Kong                                                            | Qual. Coppa d'Asia 2023                                              | -                                                                    |                                                                      |
| 24-9-2022                                                            | Ho Chi Minh                                                          | India                                                                | 1 – 1                                                                | Singapore                                                            | Amichevole                                                           | -                                                                    |                                                                      |
| 27-9-2022                                                            | Ho Chi Minh                                                          | Vietnam                                                              | 3 – 0                                                                | India                                                                | Amichevole                                                           | -                                                                    |                                                                      |
| 22-3-2023                                                            | Imphal                                                               | India                                                                | 1 – 0                                                                | Birmania                                                             | Amichevole                                                           | -                                                                    |                                                                      |
| 28-3-2023                                                            | Imphal                                                               | Kirghizistan                                                         | 0 – 2                                                                | India                                                                | Amichevole                                                           | -                                                                    | 67’                                                                  |
| 9-6-2023                                                             | Bhubaneswar                                                          | India                                                                | 2 – 0                                                                | Mongolia                                                             | Coppa Intercontinentale 2023 - 1º turno                              | -                                                                    | 71’                                                                  |
| 12-6-2023                                                            | Bhubaneswar                                                          | India                                                                | 1 – 0                                                                | Vanuatu                                                              | Coppa Intercontinentale 2023 - 1º turno                              | -                                                                    | 61’                                                                  |
| 15-6-2023                                                            | Bhubaneswar                                                          | India                                                                | 0 – 0                                                                | Libano                                                               | Coppa Intercontinentale 2023 - 1º turno                              | -                                                                    |                                                                      |
| 18-6-2023                                                            | Bhubaneswar                                                          | India                                                                | 2 – 0                                                                | Libano                                                               | Coppa Intercontinentale 2023 - Finale                                | -                                                                    | 59’                                                                  |
| 21-6-2023                                                            | Bengaluru                                                            | India                                                                | 4 – 0                                                                | Pakistan                                                             | SAFF Championship 2023 - 1º turno                                    | -                                                                    |                                                                      |
| 24-6-2023                                                            | Bengaluru                                                            | Nepal                                                                | 0 – 2                                                                | India                                                                | SAFF Championship 2023 - 1º turno                                    | -                                                                    | 64’                                                                  |
| 27-6-2023                                                            | Bengaluru                                                            | India                                                                | 1 – 1                                                                | Kuwait                                                               | SAFF Championship 2023 - 1º turno                                    | -                                                                    |                                                                      |
| 1-7-2023                                                             | Bengaluru                                                            | Libano                                                               | 0 – 0 dts (2-4 dtr)                                                  | India                                                                | SAFF Championship 2023 - Semifinale                                  | -                                                                    |                                                                      |
| 4-7-2023                                                             | Bengaluru                                                            | Kuwait                                                               | 1 – 1 dts (4-5 dtr)                                                  | India                                                                | SAFF Championship 2023 - Finale                                      | -                                                                    |                                                                      |
| 7-9-2023                                                             | Chiang Mai                                                           | Iraq                                                                 | 2 – 2 dts (5-4 dtr)                                                  | India                                                                | King's Cup 2023 - Semifinale                                         | -                                                                    | 70’                                                                  |
| 10-9-2023                                                            | Chiang Mai                                                           | Libano                                                               | 1 – 0                                                                | India                                                                | King's Cup 2023 - Finale 3º posto                                    | -                                                                    | 62’                                                                  |
| 21-3-2024                                                            | Khamis Mushait                                                       | Afghanistan                                                          | 0 – 0                                                                | India                                                                | Qual. Mondiali 2026                                                  | -                                                                    | 74’                                                                  |
| 26-3-2024                                                            | Guwahati                                                             | India                                                                | 1 – 2                                                                | Afghanistan                                                          | Qual. Mondiali 2026                                                  | -                                                                    | 85’                                                                  |
| 11-6-2024                                                            | Al Rayyan                                                            | Qatar                                                                | 2 – 1                                                                | India                                                                | Qual. Mondiali 2026                                                  | -                                                                    |                                                                      |
| 3-9-2024                                                             | Hyderabad                                                            | India                                                                | 0 – 0                                                                | Mauritius                                                            | Coppa Intercontinentale 2024 - 1º turno                              | -                                                                    |                                                                      |
| 9-9-2024                                                             | Hyderabad                                                            | India                                                                | 0 – 3                                                                | Siria                                                                | Coppa Intercontinentale 2024 - 1º turno                              | -                                                                    |                                                                      |
| 12-10-2024                                                           | Nam Dinh                                                             | Vietnam                                                              | 1 – 1                                                                | India                                                                | Amichevole                                                           | -                                                                    | 88’                                                                  |
| Totale                                                               |                                                                      | Presenze                                                             | 25                                                                   |                                                                      | Reti                                                                 | 0                                                                    |                                                                      |

| Cronologia completa delle presenze e delle reti in nazionale ― India under 17 | Cronologia completa delle presenze e delle reti in nazionale ― India under 17 | Cronologia completa delle presenze e delle reti in nazionale ― India under 17 | Cronologia completa delle presenze e delle reti in nazionale ― India under 17 | Cronologia completa delle presenze e delle reti in nazionale ― India under 17 | Cronologia completa delle presenze e delle reti in nazionale ― India under 17 | Cronologia completa delle presenze e delle reti in nazionale ― India under 17 | Cronologia completa delle presenze e delle reti in nazionale ― India under 17 |
| Data                                                                          | Città                                                                         | In casa                                                                       | Risultato                                                                     | Ospiti                                                                        | Competizione                                                                  | Reti                                                                          | Note                                                                          |
| ----------------------------------------------------------------------------- | ----------------------------------------------------------------------------- | ----------------------------------------------------------------------------- | ----------------------------------------------------------------------------- | ----------------------------------------------------------------------------- | ----------------------------------------------------------------------------- | ----------------------------------------------------------------------------- | ----------------------------------------------------------------------------- |
| 9-10-2017                                                                     | Nuova Delhi                                                                   | India under 17                                                                | 1 – 2                                                                         | Colombia under 17                                                             | Mondiali Under-17 2017 - 1º turno                                             | 1                                                                             |                                                                               |
| 12-10-2017                                                                    | Nuova Delhi                                                                   | Ghana under 17                                                                | 4 – 0                                                                         | India under 17                                                                | Mondiali Under-17 2017 - 1º turno                                             | -                                                                             |                                                                               |
| Totale                                                                        |                                                                               | Presenze                                                                      | 2                                                                             |                                                                               | Reti                                                                          | 1                                                                             |                                                                               |

## Palmarès

### Nazionale
- SAFF Championship: 2

2021, 2023
- Coppa Intercontinentale (India): 1

2023